# Кевда
Кевда — река в Пензенской области России, левый приток Малого Атмиса (бассейн Волги).
Исток реки находится у села Кевдо-Вершина.
Устье реки находится в 12 км от устья реки Малый Атмис по левому берегу. Длина реки составляет 52 км, площадь водосборного бассейна — 277 км².

Бассейн Мокши

Крупнейшие населённые пункты на реке — сёла Кутеевка, Аргамаково (Белинский район); Кикино, Кевдо-Мельситово (Каменский район). В последнем река впадает в Малый Атмис.

## Данные водного реестра
По данным государственного водного реестра России относится к Окскому бассейновому округу, водохозяйственный участок реки — Мокша от истока до водомерного поста города Темников, речной подбассейн реки — Мокша. Речной бассейн реки — Ока.
Код объекта в государственном водном реестре — 09010200112110000026943.